# Babylon (álbum de Sads)
Babylon (estilizado em maiúsculas como BABYLON) é o segundo álbum da banda japonesa de rock Sads, lançado em 7 de junho de 2000. Alcançou a primeira posição na Oricon Albums Chart e vendeu mais de 500 mil cópias, sendo certificado disco de ouro pela RIAJ.
O single "Bōkyaku no Sora" se tornou um hit e foi usado como tema do drama japonês Ikebukuro West Gate Park. 

## Visão geral
O primeiro single do álbum, "Sandy", alcançou a terceira posição na Oricon Singles Chart. Em janeiro, "Sekirara" alcançou a segunda. Lançado em 12 de abril de 2000, "Bōkyaku no Sora" se tornou um hit e também alcançou a segunda posição. Em 2019, o vocalista Kiyoharu, como artista solo, regravou o hit com um novo videoclipe e incluiu a regravação em seu álbum Covers. Ele contou que logo após formar o Sads sentiu uma sensação de vazio, que cessou com o lançamento de Babylon.
Babylon foi arranjado por Takayuki Hijikata. Foi relançado em 7 de julho de 2010 pela Avex Trax, diante da reunião oficial do Sads.

## Faixas
| N.º            | Título                      | Duração |  |
| 1.             | "Welcome to my BABYLON"     | 1:43    |  |
| 2.             | "Prayer"                    | 5:30    |  |
| 3.             | "Ajito" (アジト)            | 3:06    |  |
| 4.             | "Feeling High & Satisfied"  | 3:30    |  |
| 5.             | "Strawberry" (ストロベリー) | 6:11    |  |
| 6.             | "What Can I Do"             | 5:01    |  |
| 7.             | "Liberation"                | 3:08    |  |
| 8.             | "Bōkyaku no Sora"           | 5:27    |  |
| 9.             | "Late Show"                 | 3:53    |  |
| 10.            | "Gentle Darkness"           | 5:08    |  |
| 11.            | "Darlin'"                   | 2:58    |  |
| 12.            | "Stuck Life"                | 3:59    |  |
| 13.            | "Sad Pain"                  | 5:58    |  |
| 14.            | "Conclusion of my BABYLON"  | 1:57    |  |
| 15.            | "Sekirara -new mix-"        | 4:11    |  |
| 16.            | "Cracker's Baby -new take-" | 3:03    |  |
| 17.            | "Sandy -remix-"             | 3:04    |  |
| Duração total: | Duração total:              | 67:00   |  |

## Ficha técnica
- Kiyoharu – vocais
- Taketomo Sakashita – guitarra
- Masaru Kobayashi – baixo
- Masahiro Muta – bateria

## Desempenho nas paradas
| Parada (2000)               | Posição de pico |
| --------------------------- | --------------- |
| Japão (Oricon Albums Chart) | #1              |